# Simbioza
Simbioza (grč. "syin" = s, sa, "biosis" = živi) je bliska, često dugotrajna interakcija dvaju organizama različitih vrsta, zbog obostrane koristi. Od organizama, koji žive u paru, veći je obično domaćin, a drugi je parazit ili mutualist.
Odnos organizama u simbiozi može biti: parazitski (štetan za jednoga), komenzalski (jedan ima korist, a drugi ni korist ni štetu) i obostran (povoljan za oboje). U nekim međusobnim odnosima, hrana nije najvažnija korist. To može biti obrana od potencijalnih grabežljivaca ili su oba partnera u zajedništvu radi nadopunjavanja obrane od neprijatelja. Neka stvorenja ne žive u izravnom dodiru s drugim biljkama ili životinjama, ali neizravno utječu na njih. Tako gljive razgrađuju odumrle biljne i životinjske ostatke, što uvjetuje poboljšanjem kvalitete tla i korisno je za biljke.
Suživot je moguć i između dva organizma, koji su neovisne vrste, ali povremeno dolaze u dodir jedni s drugima. Takve su ribe koje se hrane vanjskim nametnicima na koži i škrgama većih riba te česticama hrane između zubi morskih pasa i drugih velikih riba i morskih sisavaca. Simbioza postoji u različitim stupnjevima ovisnosti i integracije obiju strana. Ponekad potpuno ovise jedni o drugima, a ponekad samo u rijetkim slučajevima.
Ptice crvenokljuni govedari hrane se kožnim parazitima nilskog konja, bizona i drugih velikih afričkih sisavaca. Ptice u simbiozi čišćenja mogu lako doći do hrane, ali korist također imaju i veliki sisavci, jer se rješavaju nametiljih parazita. 